# Equazione del tempo

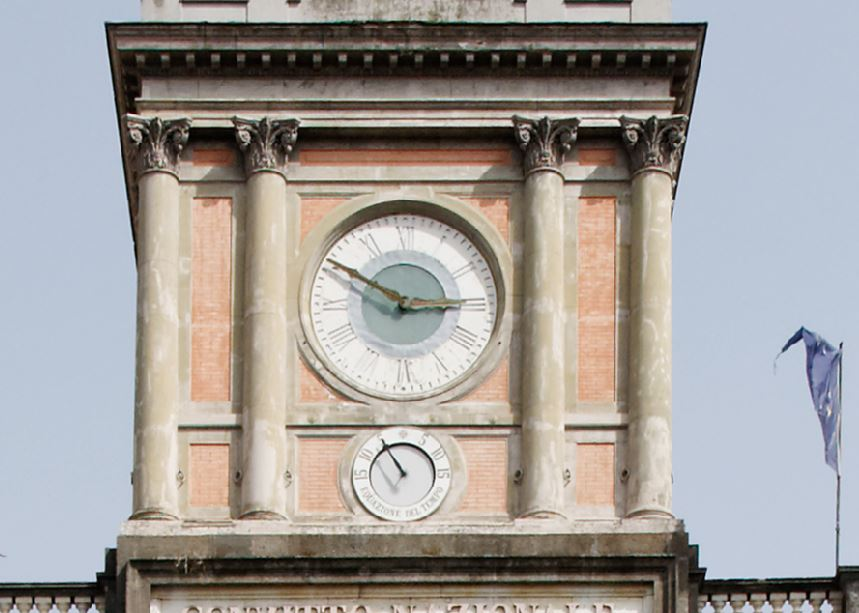
Il quadrante più piccolo dell'orologio del foro Carolino in piazza Dante (Napoli) riporta l'equazione del tempo. Fu realizzato nel 1853.

L'equazione del tempo è lo scostamento, durante il corso dell'anno, tra il tempo indicato da un orologio solare e il suo scorrere regolare indicato da un orologio. 
Tale scostamento oscilla di un valore che va da +16 minuti e 25 secondi (tra il 31 ottobre ed il 1º novembre) a −14 minuti e 15 secondi (tra l'11 e il 12 febbraio), passando da +3'41" (tra il 13 e il 15 maggio) e da −6'30" (il 25 e 26 luglio). È la conseguenza dell'azione combinata tra l'inclinazione dell'asse e l'eccentricità dell'orbita della Terra. La rappresentazione visiva di questa equazione è l'analemma o con altro nome lemniscata, quando la sinusoide si chiude formando un otto (il lemniscus dei Latini era un nastro che ornava, svolazzando, la testa dei vincitori).
Anche gli altri pianeti hanno una loro specifica equazione del tempo. Su Marte la differenza tra tempo solare e tempo medio arriva a 50 minuti.

## Tempoapparentee tempomedio
La rotazione della Terra (rispetto alle stelle fisse) rappresenta un preciso orologio, poiché la lunghezza di un giorno siderale aumenta solamente di un secondo ogni 45 000 anni. Per la determinazione del tempo per le attività quotidiane sarebbe dunque sufficiente determinare l'orientamento della Terra rispetto alle stelle fisse per stabilire l'ora. L'osservazione delle stelle è scomoda poiché queste sono visibili solo di notte, sono poco luminose per produrre un'ombra e sono troppo numerose. Un sistema più pratico utilizzato fin da tempi remoti è l'osservazione della posizione del Sole, condizioni meteorologiche permettendo.
La posizione del Sole, però, è determinata non solo dalla rotazione terrestre ma anche dalla rivoluzione della Terra intorno a esso: quest'ultimo moto non è uniforme. Inoltre l'angolo tra l'asse terrestre e la congiungente Terra-Sole varia a seconda della posizione della Terra lungo l'orbita: anche questo fatto influenza la percezione del moto di rotazione rispetto al Sole. 
Il diametro apparente del Sole visto dalla Terra è di circa mezzo grado, così il movimento in cielo è pari a un suo raggio ogni minuto.
{\displaystyle {\frac {24\ {\rm {h}}}{360^{\circ }}}\times {\frac {60\ {\rm {min}}}{1\ {\rm {h}}}}\times \left({\frac {1}{4}}\right)^{\circ }=1\ {\rm {min}}}
Questo comporta che su una meridiana è molto difficile apprezzare frazioni di tempo inferiori al minuto, ma è possibile considerare un intervallo di tempo molto più lungo. Il secondo ha per definizione durata costante (tra il 1960 e il 1967 era definito come 1/31556925,9747 della durata dell'anno tropico 1900), così se contiamo il numero di secondi compresi tra due mezzogiorni consecutivi, scopriamo che alcuni giorni hanno meno di 86 400 secondi, altri di più. Per esempio il giorno di Natale del 2000 era durato 86 428 secondi.

## L'inclinazione dell'eclittica

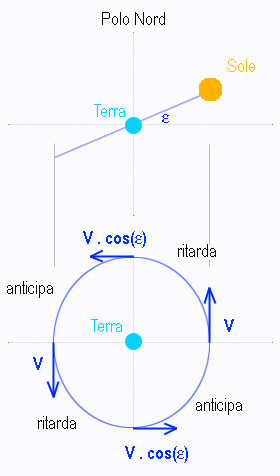
Vista dell'orbita geocentrica del Sole e della sua proiezione sul piano equatoriale. I due punti indicati in alto e in basso sul cerchio dell'orbita geocentrica (dove la velocità vale V cos ε) sono gli equinozi, mentre i punti a destra e sinistra (dove la velocità vale V/cos ε) sono i due solstizi.

Per prima cosa occorre considerare che la Terra non compie una rotazione in 24 ore ma in 23 ore, 56 minuti e 4,09 secondi. In un anno la Terra compie 366 rotazioni, ma il Sole sorge e tramonta 365 volte: il giro in più comporta che il giorno siderale è più corto del giorno solare medio di 3 minuti e 55,91 secondi. Mentre il giorno siderale ha sempre la stessa durata, data l'enorme distanza delle stelle che rende irrilevante il moto della Terra, quello solare è variabile durante l'anno.
Si supponga un osservatore posto al polo nord su una piattaforma che compia una rotazione ogni 23 ore, 56 minuti e 4,09 secondi per compensare la rotazione terrestre. L'osservatore vedrà le stelle immobili e il Sole che, nel corso dell'anno, è in moto lungo un cerchio. Il piano comprendente questo cerchio è l'eclittica. A causa dell'inclinazione dell'asse terrestre rispetto al piano dell'orbita, il piano dell'eclittica è inclinato rispetto al piano dell'equatore celeste di 23° 26' 21,448'’ (esattamente quanto l'asse rispetto al piano orbitale). Durante l'anno, l'osservatore vede il Sole allontanarsi dall'orizzonte e salire fino a circa 23,44° sopra l'equatore celeste, per poi ridiscendere fino a circa -23,44° dall'equatore celeste, verso l'orizzonte.
Supponendo che il Sole si muova a velocità costante sulla eclittica, la sua proiezione su un piano parallelo all'equatore non si muove a velocità costante. Ai solstizi, infatti, il vettore velocità è parallelo al piano equatoriale e la sua proiezione sull'equatore celeste vale V/cos(ε), maggiore di V, mentre agli equinozi esso si trova inclinato di circa 23,44°. Quando il Sole è in salita o discesa (equinozi) di 23,44° circa, la proiezione della sua velocità (ipotizzata costante) vale V cos({\displaystyle \epsilon }) minore di V [vedi figura]. Il ciclo si ripete due volte in un anno ed è indipendente dalla latitudine dell'osservatore. 
Agli equinozi a un arco elementare sull'eclittica (cioè lungo il percorso del Sole) ne corrisponde uno che è la proiezione ortogonale sul piano equatoriale. Ai solstizi la situazione è invertita: la congiungente Terra-Sole e l'asse terrestre individuano un piano verticale rispetto all'eclittica perciò l'arco elementare lungo l'eclittica costituisce un cateto di un triangolo sferico rettangolo avente come ipotenusa l'arco corrispondente del piano equatoriale.
Si può anche osservare che se si proietta ortogonalmente l'arco elementare percorso dal Sole in corrispondenza dei solstizi sul piano equatoriale, la proiezione giace su un cerchio avente un raggio più piccolo rispetto al primo di un fattore pari a cos(ε), quindi l'angolo al centro sarà più grande del medesimo fattore.
A causa dell'inclinazione dell'eclittica una meridiana perde o guadagna fino a circa 20,3 secondi al giorno, in funzione del periodo dell'anno. La massima differenza rispetto al mezzogiorno siderale dovuta a questo fattore è di 9,8 minuti circa. 
Se lo gnomone di una meridiana non è una linea ma un punto, l'ombra proiettata dal punto disegna una curva nell'arco della giornata. Se l'ombra è proiettata su un piano la curva è normalmente un'iperbole, poiché il percorso circolare del Sole e il punto dello gnomone costituiscono un cono, e un piano che interseca un cono forma una sezione conica. Agli equinozi il cono degenera in un piano e l'iperbole in un segmento.
Ogni giorno viene disegnata un'iperbole diversa, e su ognuna devono essere indicati i segni corrispondenti alle ore con le necessarie correzioni. Ogni iperbole corrisponde a due giorni distinti (uno per semestre) con due correzioni distinte.
Un compromesso frequentemente usato è di disegnare una curva corrispondente al tempo medio, quindi aggiungere una seconda curva che mostra il punto esatto dell'ombra a mezzogiorno per tutti i giorni dell'anno. Questa curva ha la forma di un otto, ed è chiamata analemma.
Confrontando l'analemma con la curva del tempo medio è possibile determinare con buona approssimazione la correzione da apportare al tempo indicato.

## L'eccentricità dell'orbita
Se si osserva la curva a otto dell'analemma, si può notare che il cappio comprendente autunno e inverno è più ampio di quello comprendente primavera ed estate. Questo è dovuto al fatto che l'orbita terrestre non è circolare, e la velocità orbitale non è costante. Il 3-4 gennaio la Terra si trova al perielio, 1,67% più vicina al Sole rispetto alla distanza media e la sua velocità angolare è superiore del 3,37%. Questo fa sì che in quella data il giorno sia di 7,9 secondi più lungo della media.
{\displaystyle {\frac {3\ {\rm {min}}\ 56\ {\rm {s}}}{1\ {\rm {giorno}}}}\times 0,0337=7,9\ {\rm {s/giorno}}}
Nel corso di tre mesi un orologio solare o una a meridiana accumulano un errore di 7,6 minuti a causa dell'eccentricità orbitale, la quale porta a una forma dei cappi non simmetrica. Il ciclo si completa in un anno (in realtà un po' di più a causa della precessione degli equinozi).
Il ritardo di 20,3 secondi al giorno causati dell'inclinazione dell'eclittica e i 7,9 dovuti all'eccentricità si sommano verso Natale dando i circa 30 secondi già citati.
Gli errori cumulativi di 9,8 e 7,6 minuti dovuti ai due effetti non si sommano esattamente e ne risulta un errore complessivo di meno di 17 minuti, secondo i valori e i periodi indicati in apertura dell'articolo.

## Matematica
L'equazione del tempo in forma semplificata e largamente approssimata si può esprimere attraverso la somma di due curve sinusoidali con periodi rispettivamente di un anno e sei mesi: 
{\displaystyle E=9,86\sin[2g(N-81)]-7,65\sin[g(N-3,5)]}
con {\displaystyle E} in minuti, dove
{\displaystyle g=360^{\circ }/365} se gli angoli sono espressi in gradi.
oppure
{\displaystyle g=2\pi /365} se gli angoli sono espressi in radianti.
Dove {\displaystyle N} è il numero del giorno, per esempio:
{\displaystyle N=1} per il 1º gennaio
{\displaystyle N=2} per il 2 gennaio
...
{\displaystyle N=31} per il 31 gennaio
{\displaystyle N=32} per il 1º febbraio
e così via. L'origine dei tempi è cioè fissata al 31 dicembre a mezzogiorno ora di Greenwich.
Il valore 3,5 del secondo addendo che corrisponde alla mezzanotte tra il 3 e il 4 gennaio è più precisamente l'istante in cui il baricentro del sistema Terra-Luna si trova nel perielio. Il giorno 81 che compare nel primo addendo dipende sia dall'istante del perielio sia da quello dell'equinozio di primavera. Esso è l'istante in cui un mobile che si muove di moto circolare uniforme su un'orbita circolare avente il Sole al centro (cioè un'orbita con eccentricità nulla) e che transita per il perielio nello stesso istante in cui vi transita la Terra, raggiunge l'equinozio di primavera. Tali istanti cioè non sono delle costanti, come sembrerebbe dalla formula proposta, ma variano sia in relazione al ciclo dell'anno bisestile, sia in relazione al moto di precessione della Terra. La linea degli apsidi si sposta avvicinandosi progressivamente verso l'equinozio di primavera alla velocità di 1 giorno ogni 57 anni e mezzo. La formula quindi è largamente approssimata ed è valida per un lasso temporale di non più di qualche decennio (anni 2020-2050). Inoltre la formula trascura sia l'interazione congiunta dei due effetti di cui si è parlato, inclinazione dell'asse terrestre e orbita ellittica, sia le potenze dell'eccentricità dell'orbita con esponente 2 o superiore. La sua approssimazione è di circa 45 secondi.

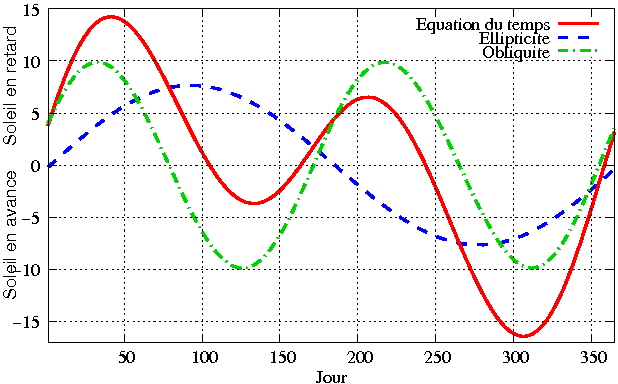
Il grafico mostra l'equazione del tempo (in rosso) e le componenti dovute all'eccentricità (in blu) e all'inclinazione dell'asse terrestre rispetto all'eclittica (in verde). In questo grafico valori positivi indicano che il Sole è in ritardo, valori negativi il Sole in anticipo.